# Jérémy Sorbon
Jérémy Sorbon, né le 5 août 1983 à Caen (Calvados), est un footballeur français, reconverti par la suite comme dirigeant sportif.
Pendant sa carrière de joueur, il est un défenseur est capable de jouer au centre, son poste de prédilection, ou sur l'aile droite. Après neuf saisons dans l'effectif professionnel du Stade Malherbe Caen, son club formateur, il s'engage à l'En Avant de Guingamp à l'intersaison 2013. Le 17 juin 2021, il prend sa retraite après huit ans à Guingamp et en devient le coordinateur sportif.

## Biographie

### Stade Malherbe Caen
Mesurant 1,83 m (6′ 0″), Jérémy Sorbon appartient à la génération 1983 du centre de formation du Stade Malherbe, aux côtés de Reynald Lemaître et Bruno Grougi notamment, qui accède à la finale de la Coupe Gambardella 2000-2001. Il fait ses débuts en équipe première le 16 avril 2005 en Ligue 1, lors d'un déplacement à Nice que les Caennais remportent 1-0. À la fin de la saison, alors que le club normand est relégué en Ligue 2, il devient titulaire aux dépens d'Aziz Ben Askar. 
Après deux saisons pleines en deuxième division, il est l'auteur d'une remarquable saison 2007-2008 en première division, durant laquelle il participe aux 38 matchs de championnat sans jamais être remplacé (une performance rare pour un joueur de champ, qu'il partage cette saison-là avec le Parisien Zoumana Camara et le Lorientais Fabrice Abriel). Il inscrit également son premier but en Ligue 1 face aux Girondins de Bordeaux le 24 novembre 2007. Il prolonge en fin de saison son contrat avec le SM Caen jusqu'en 2011. En 2008, il ouvre un magasin de téléphonie mobile dans le centre de Caen puis un complexe de foot en salle en 2008 ("World Soccer") sur la commune de Carpiquet avec son coéquipier Grégory Proment.
Titulaire indiscutable jusqu'à un nouvel aller-retour du club en Ligue 2 en 2009-2010, Sorbon souffre ensuite de l'éclosion de Thomas Heurtaux à son poste, de sorte qu'il joue moins, ou parfois à un poste d'arrière latéral. En septembre 2010 il prolonge cependant son contrat jusqu'en 2013.
Il est promu capitaine au début de la saison 2012-2013 à la suite de la descente du club en Ligue 2. Il retrouve par ailleurs sa place de titulaire en défense centrale en raison du départ de Thomas Heurtaux. Par ailleurs, il retrouve le chemin des filets en marquant le 2e but face à Clermont. En fin de contrat, il quitte son club de toujours pour rejoindre l'En Avant de Guingamp pour la saison 2013-2014.

### En avant Guingamp
Lors de cette première saison sous les couleurs costarmoricaines, il remporte la Coupe de France. Titulaire indiscutable, il forme, en compagnie de Christophe Kerbrat, une solide charnière centrale, durant plusieurs saisons au cours desquelles l'EAG se maintient dans l'élite. Il prend sa retraite le 17 juin 2021 et devient coordinateur sportif de l'En Avant Guingamp.

## Statistiques
| Saison                | Club                  | Championnat           | Championnat | Championnat | Coupe nationale | Coupe nationale | Coupe de la Ligue | Coupe de la Ligue | Compétition(s) continentale(s) | Compétition(s) continentale(s) | Compétition(s) continentale(s) | Total | Total |
| Saison                | Club                  | Division              | M.          | B.          | M.              | B.              | M.                | B.                | Comp.                          | M.                             | B.                             | M.    | B.    |
| 2004-2005             | SM Caen               | Ligue 1               | 5           | 0           | 1               | 0               | 3                 | 0                 | -                              | -                              | -                              | 9     | 0     |
| 2005-2006             | SM Caen               | Ligue 2               | 34          | 2           | 0               | 0               | 3                 | 0                 | -                              | -                              | -                              | 37    | 2     |
| 2006-2007             | SM Caen               | Ligue 2               | 34          | 1           | 1               | 0               | 1                 | 0                 | -                              | -                              | -                              | 36    | 1     |
| 2007-2008             | SM Caen               | Ligue 1               | 38          | 4           | 1               | 0               | 1                 | 0                 | -                              | -                              | -                              | 40    | 4     |
| 2008-2009             | SM Caen               | Ligue 1               | 32          | 0           | 0               | 0               | 0                 | 0                 | -                              | -                              | -                              | 32    | 0     |
| 2009-2010             | SM Caen               | Ligue 2               | 33          | 0           | 1               | 0               | 1                 | 0                 | -                              | -                              | -                              | 35    | 0     |
| 2010-2011             | SM Caen               | Ligue 1               | 25          | 0           | 0               | 0               | 2                 | 0                 | -                              | -                              | -                              | 27    | 0     |
| 2011-2012             | SM Caen               | Ligue 1               | 30          | 0           | 1               | 0               | 1                 | 0                 | -                              | -                              | -                              | 32    | 0     |
| 2012-2013             | SM Caen               | Ligue 2               | 37          | 2           | 2               | 0               | 2                 | 0                 | -                              | -                              | -                              | 41    | 2     |
| Sous-total            | Sous-total            | Sous-total            | 268         | 9           | 7               | 0               | 14                | 0                 | -                              | -                              | -                              | 289   | 9     |
| 2013-2014             | EA Guingamp           | Ligue 1               | 37          | 1           | 5               | 0               | 1                 | 0                 | -                              | -                              | -                              | 43    | 1     |
| 2014-2015             | EA Guingamp           | Ligue 1               | 35          | 0           | 5               | 0               | 1                 | 0                 | C3                             | 6                              | 0                              | 47    | 0     |
| 2015-2016             | EA Guingamp           | Ligue 1               | 34          | 2           | 2               | 0               | 2                 | 0                 | -                              | -                              | -                              | 38    | 2     |
| 2016-2017             | EA Guingamp           | Ligue 1               | 33          | 1           | 2               | 0               | 2                 | 0                 | -                              | -                              | -                              | 37    | 1     |
| 2017-2018             | EA Guingamp           | Ligue 1               | 29          | 0           | 2               | 0               | 1                 | 0                 | -                              | -                              | -                              | 32    | 0     |
| 2018-2019             | EA Guingamp           | Ligue 1               | 33          | 1           | 2               | 0               | 2                 | 0                 | -                              | -                              | -                              | 37    | 1     |
| 2019-2020             | EA Guingamp           | Ligue 2               | 9           | 0           | 0               | 0               | 1                 | 0                 | 0                              | 0                              | -                              | 10    | 0     |
| 2020-2021             | EA Guingamp           | Ligue 2               | 6           | 0           | 0               | 0               | 0                 | 0                 | 0                              | 0                              | 0                              | 6     | 0     |
| Sous-total            | Sous-total            | Sous-total            | 217         | 5           | 18              | 0               | 9                 | 0                 | -                              | 6                              | 0                              | 250   | 5     |
| Total sur la carrière | Total sur la carrière | Total sur la carrière | 464         | 13          | 25              | 0               | 23                | 0                 | -                              | 6                              | 0                              | 518   | 13    |

## Palmarès
SM Caen
- Champion de France de Ligue 2 : 2010
- Vice-champion de France de Ligue 2 : 2007
- Finaliste de la Coupe de la Ligue en 2005
- Finaliste de la Coupe Gambardella en 2001

En avant Guingamp
- Vainqueur de la Coupe de France en 2014
- Finaliste de la Coupe de la Ligue en 2019